# Trentino Volley 2013-2014
Questa voce raccoglie le informazioni riguardanti la Trentino Volley nelle competizioni ufficiali della stagione 2013-2014.

## Organigramma societario
Area amministrativa
- Presidente: Diego Mosna
- General Manager: Bruno Da Re
- Team Manager: Riccardo Michieletto
- Finanza: Stefano Corvo

Area comunicazione
- Ufficio stampa: Francesco Segala
- Fotografo: Marco Trabalza
- Speaker: Gabriele Biancardi

Area marketing
- Ufficio marketing: Iris Wintzek

Area organizzativa
- Segreteria generale: Iris Wintzek, Chiara Candotti, Sarah Mosna
- Amministrazione: Laura Corradini
- Logistica, Impianti e Magazzino: Giuseppe Borgogno
- Responsabile PalaTrento: Antonio Brentari
- Addetto agli arbitri: Alberto Detassis

Area tecnica
- Allenatore: Roberto Serniotti
- Allenatore in seconda: Simone Roscini
- Responsabile statistiche: Matteo Levratto

Area medica
- Medico Sociale: Mauro Bertoluzza
- Preparatore Atletico: Martin Pöder
- Fisioterapista: Davide Lama

## Rosa
| N. | Giocatore          | Ruolo | Data di nascita  | Nazionalità sportiva |
| -- | ------------------ | ----- | ---------------- | -------------------- |
| 2  | Giacomo Sintini    | P     | 16 gennaio 1979  | Italia               |
| 3  | Emanuele Birarelli | C     | 8 febbraio 1981  | Italia               |
| 4  | Sebastián Solé     | C     | 21 giugno 1991   | Argentina            |
| 6  | Alexandre Ferreira | S     | 13 novembre 1991 | Portogallo           |
| 7  | Donald Suxho       | P     | 21 febbraio 1976 | Stati Uniti          |
| 8  | Sebastiano Thei    | L     | 16 maggio 1991   | Italia               |
| 9  | Antonio De Paola   | S     | 7 gennaio 1988   | Italia               |
| 10 | Filippo Lanza      | S     | 3 marzo 1991     | Italia               |
| 11 | Cvetan Sokolov     | O     | 31 dicembre 1989 | Bulgaria             |
| 12 | Dávid Szabó        | O     | 13 gennaio 1990  | Ungheria             |
| 13 | Massimo Colaci     | L     | 21 febbraio 1985 | Italia               |
| 14 | Gabriele Nelli     | O     | 4 dicembre 1993  | Italia               |
| 15 | Michele Fedrizzi   | S     | 21 maggio 1991   | Italia               |
| 16 | Simone Giannelli   | P     | 9 agosto 1996    | Italia               |
| 17 | Matteo Burgsthaler | C     | 18 febbraio 1981 | Italia               |
| 18 | Kay van Dijk       | O     | 25 giugno 1984   | Paesi Bassi          |

## Mercato
| Acquisti | Acquisti           | Acquisti         | Acquisti      |
| R.       | Nome               | da               | Modalità      |
| -------- | ------------------ | ---------------- | ------------- |
| S        | Alexandre Ferreira | New Mater        | definitivo    |
| S        | Michele Fedrizzi   | BluVolley Verona | fine prestito |
| P        | Donald Suxho       | Bolívar          | definitivo    |
| S        | Antonio De Paola   | Atripalda        | fine prestito |
| L        | Sebastiano Thei    | Genova           | fine prestito |
| O        | Cvetan Sokolov     | Piemonte         | fine prestito |
| C        | Sebastián Solé     | Bolívar          | definitivo    |
| O        | Dávid Szabó        | Tirol            | definitivo    |
| O        | Kay van Dijk       | Jaroslavič       | definitivo    |

| Cessioni | Cessioni              | Cessioni           | Cessioni           |
| R.       | Nome                  | a                  | Modalità           |
| -------- | --------------------- | ------------------ | ------------------ |
| O        | Jan Štokr             | Dinamo Krasnodar   | definitivo         |
| S        | Štefan Chrtianský Jr. | Nantes             | definitivo         |
| O        | Nikolay Uchikov       | Tjumen             | definitivo         |
| S        | Matej Kazijski        | Halkbank           | cessione contratto |
| L        | Andrea Bari           | Robur Angelo Costa | definitivo         |
| S        | Dore Della Lunga      | Sir Safety Perugia | prestito           |
| C        | Andrea Coali          | BluVolley Verona   | prestito           |
| S        | Osmany Juantorena     | Halkbank           | cessione contratto |
| P        | Raphael de Oliveira   | Halkbank           | cessione contratto |
| C        | Damiano Valsecchi     | Atripalda          | prestito           |
| C        | Mitar Đurić           | Halkbank           | cessione contratto |

- Sulla panchina si registrò l'uscita di Radostin Stojčev, e la promozione a 1º allenatore di Roberto Serniotti. Come 2º allenatore venne chiamato Simone Roscini.
- In alcuni periodo della stagione, a causa dei molteplici impegni o per sopperire ad alcuni infortuni, sono stati inseriti nella rosa ufficiale anche alcuni giocatori provenienti dal settore giovanile, come Simone Giannelli e Gabriele Nelli.

## Risultati

### Serie A1

#### Girone d'andata
| 1ª giornata - 20 novembre 2013 PalaTrento, Trento         | Trentino           | 3 - 2 | Top Volley Latina | 25-17, 24-26, 25-21, 23-25, 24-22 |
| 2ª giornata - 27 ottobre 2013 PalaDeAndré, Ravenna        | Robur Angelo Costa | 0 - 3 | Trentino          | 19-25, 23-25, 19-25               |
| 3ª giornata - 3 novembre 2013 PalaTrento, Trento          | Trentino           | 3 - 0 | Molfetta          | 26-24, 25-21, 25-18               |
| 4ª giornata - 10 novembre 2013 PalaTrento, Trento         | Trentino           | 1 - 3 | Lube              | 16-25, 25-21, 26-28, 19-25        |
| 5ª giornata - 17 novembre 2013 PalaBreBanca, Cuneo        | Piemonte           | 1 - 3 | Trentino          | 18-25, 16-25, 25-22, 23-25        |
| 6ª giornata - 24 novembre 2013 PalaCasaModena, Modena     | Modena             | 0 - 3 | Trentino          | 13-25, 23-25, 20-25               |
| 7ª giornata - 1º dicembre 2013 PalaTrento, Trento         | Trentino           | 3 - 2 | Città di Castello | 25-20, 15-25, 25-17, 20-25, 15-11 |
| 8ª giornata - 8 dicembre 2013 PalaValentia, Vibo Valentia | Callipo            | 3 - 2 | Trentino          | 29-31, 16-25, 25-22, 25-23, 15-9  |
| 9ª giornata - 15 dicembre 2013 PalaTrento, Trento         | Trentino           | 3 - 0 | Piacenza          | 25-20, 25-22, 25-22               |
| 10ª giornata - 22 dicembre 2013 PalaEvangelisti, Perugia  | Sir Safety Perugia | 2 - 3 | Trentino          | 25-23, 20-25, 25-15, 21-25, 6-15  |
| 11ª giornata - 26 dicembre 2013 PalaTrento, Trento        | Trentino           | 1 - 3 | BluVolley Verona  | 25-15, 25-27, 17-25, 23-25        |

#### Girone di ritorno
| 1ª giornata - 6 gennaio 2014 PalaBianchini, Latina              | Top Volley Latina | 1 - 3 | Trentino           | 21-25, 25-23, 22-25, 23-25        |
| 2ª giornata - 19 gennaio 2014 PalaTrento, Trento                | Trentino          | 3 - 0 | Robur Angelo Costa | 25-19, 25-19, 25-19               |
| 3ª giornata - 26 gennaio 2014 PalaPoli, Molfetta                | Molfetta          | 0 - 3 | Trentino           | 19-25, 17-25, 23-25               |
| 4ª giornata - 2 febbraio 2014 Palasport Fontescodella, Macerata | Lube              | 3 - 0 | Trentino           | 25-19, 25-19, 25-19               |
| 5ª giornata - 9 febbraio 2014 PalaTrento, Trento                | Trentino          | 1 - 3 | Piemonte           | 17-25, 25-27, 25-22, 17-25        |
| 6ª giornata - 16 febbraio 2014 PalaTrento, Trento               | Trentino          | 0 - 3 | Modena             | 25-27, 19-25, 22-25               |
| 7ª giornata - 23 febbraio 2014 PalaKemon, San Giustino          | Città di Castello | 2 - 3 | Trentino           | 26-24, 15-25, 25-27, 25-20, 11-15 |
| 8ª giornata - 2 marzo 2014 PalaTrento, Trento                   | Trentino          | 3 - 1 | Callipo            | 25-15, 23-25, 25-17, 25-16        |
| 9ª giornata - 19 febbraio 2014 PalaBanca, Piacenza              | Piacenza          | 3 - 0 | Trentino           | 25-19, 25-18, 25-20               |
| 10ª giornata - 16 marzo 2014 PalaTrento, Trento                 | Trentino          | 1 - 3 | Sir Safety Perugia | 19-25, 19-25, 25-21, 19-25        |
| 11ª giornata - 23 marzo 2014 PalaOlimpia, Verona                | BluVolley Verona  | 0 - 3 | Trentino           | 20-25, 21-25, 15-25               |

#### Play-off scudetto
| Quarti di finale (gara 1) - 27 marzo 2014 PalaTrento, Trento     | Trentino | 0 - 3 | Modena   | 26-28, 12-25, 21-25        |
| Quarti di finale (gara 2) - 30 marzo 2014 PalaCasaModena, Modena | Modena   | 3 - 1 | Trentino | 25-18, 25-20, 21-25, 27-25 |

#### Play-off 5º posto[1]
| Quarti di finale (andata) - 6 aprile 2014 PalaBianchini, Latina | Top Volley Latina | 0 - 3 | Trentino          | 18-25, 17-25, 21-25                          |
| Quarti di finale (ritorno) - 13 aprile 2014 PalaTrento, Trento  | Trentino          | 1 - 3 | Top Volley Latina | 28-26, 20-25, 31-33, 23-25 Golden set: 15-13 |

### Coppa Italia
| Quarti di finale - 29 gennaio 2014 PalaTrento, Trento | Trentino | 3 - 0 | Modena   | 21-25, 25-13, 25-20, 25-23 |
| Semifinale - 8 marzo 2014 PalaDozza, Bologna          | Piacenza | 3 - 1 | Trentino | 25-23, 24-26, 25-19, 25-21 |

### Champions League

#### Fase a gironi
| 1ª giornata - 24 ottobre 2013 PalaTrento, Trento               | Trentino       | 3 - 1 | Charlottenburg | 25-20, 21-25, 29-27, 25-21 |
| 2ª giornata - 30 ottobre 2013 PalaTrento, Trento               | Trentino       | 3 - 0 | Lugano         | 25-16, 25-15, 25-23        |
| 3ª giornata - 6 novembre 2013 İzmir Atatürk Sport Hall, Smirne | Arkas          | 0 - 3 | Trentino       | 15-25, 21-25, 13-25        |
| 4ª giornata - 4 dicembre 2013 PalaTrento, Trento               | Trentino       | 3 - 0 | Arkas          | 25-21, 26-24, 25-15        |
| 5ª giornata - 11 dicembre 2013 Palamondo, Lugano               | Lugano         | 0 - 3 | Trentino       | 16-25, 12-25, 15-25        |
| 6ª giornata - 23 ottobre 2013 Max-Schmeling-Halle, Berlino     | Charlottenburg | 3 - 0 | Trentino       | 25-16, 25-18, 25-19        |

#### Fase a eliminazione diretta
| Play-off 12 (andata) - 14 gennaio 2014 Lotto Dôme, Maaseik           | Maaseik   | 1 - 3 | Trentino  | 25-22, 15-25, 24-26, 18-25 |
| Play-off 12 (ritorno) - 22 gennaio 2014 PalaTrento, Trento           | Trentino  | 3 - 1 | Maaseik   | 25-23, 25-19, 26-28, 25-23 |
| Play-off 6 (andata) - 5 febbraio 2014 Sports Palace Cosmos, Belgorod | Belogor'e | 3 - 0 | Trentino  | 25-20, 25-20, 25-18        |
| Play-off 6 (ritorno) - 13 febbraio 2014 PalaTrento, Trento           | Trentino  | 0 - 3 | Belogor'e | 15-25, 20-25, 22-25        |

### Coppa del Mondo per club 2013

#### Fase a gironi
| 1ª giornata - 15 ottobre 2013 Divino Braga Gymnasium, Betim | Trentino | 3 - 1 | Kalleh Mazandaran  | 24-26, 25-19, 25-19, 26-24        |
| 2ª giornata - 17 ottobre 2013 Divino Braga Gymnasium, Betim | UPCN     | 3 - 2 | Trentino           | 22-25, 25-23, 25-22, 16-25, 15-13 |
| 3ª giornata - 18 ottobre 2013 Divino Braga Gymnasium, Betim | Trentino | 3 - 0 | Panasonic Panthers | 25-18, 25-19, 25-22               |

#### Fase a eliminazione diretta
| Semifinale - 19 ottobre 2013 Divino Braga Gymnasium, Betim      | Lokomotiv Novosibirsk | 3 - 1 | Trentino | 25-27, 25-21, 26-24, 25-23 |
| Finale 3º posto - 20 ottobre 2013 Divino Braga Gymnasium, Betim | Trentino              | 3 - 1 | UPCN     | 25-22, 22-25, 25-21, 25-19 |

### Coppa del Mondo per club 2014

#### Fase a gironi
| 1ª giornata - 5 maggio 2014 Mineirinho Arena, Belo Horizonte | Trentino | 0 - 3 | Al-Rayyan          | 22-25, 24-26, 22-25               |
| 2ª giornata - 7 maggio 2014 Mineirinho Arena, Belo Horizonte | Trentino | 3 - 2 | UPCN               | 23-25, 25-23, 38-36, 22-25, 15-11 |
| 3ª giornata - 8 maggio 2014 Mineirinho Arena, Belo Horizonte | Trentino | 3 - 0 | Espérance de Tunis | 25-16, 25-19, 25-16               |

### Supercoppa italiana
| Finale - 9 ottobre 2013 PalaTrento, Trento | Trentino | 3 - 0 | Lube | 25-23, 25-23, 25-21 |